# Valanga salomonica
Valanga salomonica är en insektsart som beskrevs av Sjöstedt 1932. Valanga salomonica ingår i släktet Valanga och familjen gräshoppor. Inga underarter finns listade i Catalogue of Life.